# Підкіпняк Володимир Ярославович
Володи́мир Яросла́вович Підкіпняк (21 січня 1977, Сокаль, Львівська область) — український футболіст і футзаліст. Виступав на позиції нападника та атакувального півзахисника. Зараз — головний тренер ФСК Самбір.
3-разовий чемпіон Львівщини, 2-разовий володар Кубка області, 2-разовий найкращий бомбардир чемпіонату області з футболу.

## Кар'єра
Вихованець ДЮСШ м. Сокаль (перший тренер — Ярослав Іванович Музика) і Львівського училища фізкультури (тренери — Едвард Козинкевич і Ярослав Дмитрасевич).
Грав за першолігову «Скалу» (Стрий) у сезонах 1993/94 і 1994/95. Потім виступав за «Медик» (Моршин) у чемпіонаті України серед аматорських команд і «Хімік» (Сокаль) у чемпіонаті Львівської області. Протягом 1996—2002 років грав у чемпіонаті Львівщини за «Рочин» (Соснівка) з яким двічі виграв першість, один раз Кубок області, а 2000 року став найкращим бомбардиром чемпіонату Львівської області, забивши 24 голи.
Деякий час виступав за футзальні колективи: «Шахтар» (Червоноград) і «Золотий Лев» (Львів), з яким переміг у західній зоні другої ліги.
Після об'єднання «Шахтаря» (Червоноград) і «Рочина» (Соснівка) в команду «Шахтар» (Червоноград) перейшов туди. Став капітаном «Шахтаря». З «гірниками» виграв першість області-2006, Кубок-2007 і став найкращим бомбардиром чемпіонату Львівщини 2009 року.
Одружений. Дружина — Орися. Виховують доньку Лідію.